# حمله به خوابگاه دانشگاه شیراز (۲۵ خرداد ۱۳۸۸)
در جریان ناآرامی‌های کشور در اعتراض به نتایج انتخابات ریاست جمهوری ۱۳۸۸ که رقبای احمدی‌نژاد آن را متقلبانه یا کودتای سیاسی نامیدند، کوی دانشگاه شیراز نیز در روز قبل مورد حمله قرار گرفته بود که به گفته منابع دانشجویی به قتل چند دانشجو و مفقود و بازداشت شدن صدها دانشجوی دیگر انجامید.
منبع این خبر ذکر نشده است و کسی ان را تأیید نکرده است.